# Équipe du Guyana de football
Cet article traite de l'équipe masculine. Pour l'équipe féminine, voir Équipe du Guyana de football féminin.
Maillots
L'équipe du Guyana de football est une sélection des meilleurs joueurs guyaniens sous l'égide de la Fédération du Guyana de football. Elle concourt dans la zone CONCACAF au même titre que le Suriname bien que situés tous les deux en Amérique du Sud.
Le Guyana ne s'est jamais qualifié à une phase finale de Coupe du monde de football mais va participer pour la première fois à la Gold Cup en 2019.

## Histoire

### Les débuts
Avant l'indépendance du pays du Royaume-Uni, le Guyana joua sous le nom de Guyane britannique dont le premier match eut lieu le 21 juillet 1905 contre Trinité-et-Tobago, et qui se solda par une défaite à domicile 1-4.
En octobre 1971, l'équipe guyanienne dispute ses premières rencontres de compétition officielle lors de la phase préliminaire de la Coupe des nations de la CONCACAF 1971, et est battue deux fois par le Suriname (4-1 à Paramaribo et 2-3 à Georgetown). Elle participe régulièrement à tous les tournois de qualification de la Coupe du monde entre 1978 et 1998, sans grand succès. Elle est notamment éliminée trois fois par sa voisine et bête noire du Suriname, même si elle parvient à la vaincre à Georgetown 2-0, le 4 juillet 1976, sa première victoire en éliminatoires de la Coupe du monde.

### De la Coupe caribéenne des nations 1991 à celle de 2010
Le Guyana réussit une bonne performance à l'occasion de la Coupe caribéenne des nations 1991, en Jamaïque, en se hissant en demi-finales, mais voit son parcours stoppé par Trinité-et-Tobago, qui s'impose 3-1. Les Guyaniens devront attendre 2007 pour disputer une deuxième phase finale du tournoi régional.
Suspendu par la FIFA, le Guyana ne peut participer aux éliminatoires du Mondial 2002. Les campagnes de qualification aux coupes du monde de 2006 et 2010 sont ponctuées de deux éliminations face à la Grenade et à nouveau le Suriname, respectivement.
Entre le 30 septembre 2005 et le 28 novembre 2006, le Guyana réalise la meilleure série de victoires de son histoire, en enchaînant treize victoires consécutives, onze d'entre elles en 2006, année où le Guyana remporte tous les matchs qu'il dispute. Cette série victorieuse lui permet de se qualifier à la phase de groupes de la Coupe caribéenne des nations 2007, mais rate les demi-finales d'un but de différence par rapport à Cuba. Les Guyaniens disputent pour la troisième fois la phase finale de la Coupe caribéenne des nations en 2010, mais sont à nouveau éliminés lors de la phase de groupes.

### Éliminatoires des Coupes du monde 2014 et 2018
Sous la houlette du coach trinidadien Jamaal Shabazz, les Golden Jaguars réalisent leur meilleure performance en éliminatoires de la Coupe du monde, en se hissant jusqu'au troisième tour préliminaire des qualifications pour le Mondial 2014. Ils parviennent notamment à arracher un match nul 2-2 au stade Cuscatlán à San Salvador, avec une performance remarquée de Trayon Bobb, auteur des deux buts de l'équipe. Cependant, ils subissent aussi la pire défaite de leur histoire, contre le Costa Rica, le 16 octobre 2012, à San José, sur un score de 7-0.
Rapidement éliminés dès le premier tour de qualifications à la Coupe caribéenne des nations 2014, les Guyaniens sont opposés à l'équipe de Saint-Vincent-et-les-Grenadines lors du deuxième tour des éliminatoires de la Coupe du monde 2018. Ils restent invaincus à l'issue des deux matches (2-2 à Kingstown puis match nul épique 4-4 à Providence) et ne sont éliminés qu'en vertu de la règle des buts marqués à l'extérieur.

## Classement FIFA
| Année              | 1993 | 1994 | 1995 | 1996 | 1997 | 1998 | 1999 | 2000 | 2001 | 2002 | 2003 | 2004 | 2005 | 2006 | 2007 | 2008 | 2009 | 2010 | 2011 | 2012 | 2013 | 2014 | 2015 | 2016 | 2017 | 2018 |
| ------------------ | ---- | ---- | ---- | ---- | ---- | ---- | ---- | ---- | ---- | ---- | ---- | ---- | ---- | ---- | ---- | ---- | ---- | ---- | ---- | ---- | ---- | ---- | ---- | ---- | ---- | ---- |
| Classement mondial | 136  | 154  | 162  | 153  | 168  | 161  | 171  | 183  | 178  | 169  | 182  | 182  | 167  | 100  | 128  | 131  | 127  | 109  | 91   | 124  | 150  | 167  | 161  | 132  | 165  | 177  |

## Résultats

### Parcours en Coupe du monde
| Année | Position     |      | Année                 | Position |               | Année | Position |
| 1930  | Non inscrite | 1974 | Non inscrite          | 2010     | Non qualifiée |       |          |
| 1934  | Non inscrite | 1978 | Non qualifiée         | 2014     | Non qualifiée |       |          |
| 1938  | Non inscrite | 1982 | Non qualifiée         | 2018     | Non qualifiée |       |          |
| 1950  | Non inscrite | 1986 | Non qualifiée         | 2022     | Non qualifiée |       |          |
| 1954  | Non inscrite | 1990 | Non qualifiée         | 2026     | Non qualifiée |       |          |
| 1958  | Non inscrite | 1994 | Non qualifiée         | 2030     | À venir       |       |          |
| 1962  | Non inscrite | 1998 | Non qualifiée         | 2034     | À venir       |       |          |
| 1966  | Non inscrite | 2002 | Suspendue par la FIFA |          |               |       |          |
| 1970  | Non inscrite | 2006 | Non qualifiée         |          |               |       |          |

### Parcours en Gold Cup
| Année | Position      |      | Année         | Position |               | Année | Position |
| 1963  | Non inscrite  | 1991 | Non qualifiée | 2011     | Non qualifiée |       |          |
| 1965  | Non inscrite  | 1993 | Non qualifiée | 2013     | Non qualifiée |       |          |
| 1967  | Non inscrite  | 1996 | Non qualifiée | 2015     | Non qualifiée |       |          |
| 1969  | Non inscrite  | 1998 | Non qualifiée | 2017     | Non qualifiée |       |          |
| 1971  | Non qualifiée | 2000 | Non qualifiée | 2019     | 1er tour      |       |          |
| 1973  | Non inscrite  | 2002 | Non qualifiée | 2021     | Non qualifiée |       |          |
| 1977  | Non qualifiée | 2003 | Non qualifiée | 2023     | Non qualifiée |       |          |
| 1981  | Non qualifiée | 2005 | Forfait       | 2025     | Non qualifiée |       |          |
| 1985  | Non qualifiée | 2007 | Non qualifiée |          |               |       |          |
| 1989  | Non qualifiée | 2009 | Non qualifiée |          |               |       |          |

### Parcours en Ligue des nations
| Édition   | Ligue | Phase de groupes | Phase de groupes | Phase de groupes | Phase de groupes | Phase de groupes | Phase de groupes | Phase de groupes | Phase finale | Phase finale | Phase finale | Phase finale | Phase finale | Phase finale | Phase finale | Phase finale |
| Édition   | Ligue | Class.           | M                | V                | N                | D                | BM               | BE               | Pays hôte    | Résultat     | M            | V            | N            | D            | BM           | BE           |
| --------- | ----- | ---------------- | ---------------- | ---------------- | ---------------- | ---------------- | ---------------- | ---------------- | ------------ | ------------ | ------------ | ------------ | ------------ | ------------ | ------------ | ------------ |
| 2019-2020 | B     | 2/4              | 6                | 3                | 1                | 2                | 12               | 10               | 2020         | Inéligible   | Inéligible   | Inéligible   | Inéligible   | Inéligible   | Inéligible   | Inéligible   |
| 2022-2023 | B     | 2/4              | 6                | 3                | 1                | 2                | 8                | 14               | 2023         | Inéligible   | Inéligible   | Inéligible   | Inéligible   | Inéligible   | Inéligible   | Inéligible   |
| 2023-2024 | B     | 1/4              | 5                | 5                | 0                | 0                | 20               | 5                | 2024         | Inéligible   | Inéligible   | Inéligible   | Inéligible   | Inéligible   | Inéligible   | Inéligible   |
| 2024-2025 | A     | 6/6              | 4                | 0                | 1                | 3                | 4                | 7                | 2025         | Non qualifié | Non qualifié | Non qualifié | Non qualifié | Non qualifié | Non qualifié | Non qualifié |
| 2026-2027 | B     | /4               | 0                | 0                | 0                | 0                | 0                | 0                | 2027         | Inéligible   | Inéligible   | Inéligible   | Inéligible   | Inéligible   | Inéligible   | Inéligible   |
| Total     | Total | Total            | 22               | 5                | 3                | 7                | 45               | 36               | Total        | Total        | 0            | 0            | 0            | 0            | 0            | 0            |

### Parcours en Coupe caribéenne
- 1978 : Tour préliminaire
- 1979 : Non inscrit
- 1981 : Non inscrit
- 1983 : Tour préliminaire
- 1985 : Tour préliminaire
- 1988 : Tour préliminaire
- 1989 : Disqualifiée
- 1990 : Tour préliminaire
- 1991 : 4e place
- 1992 : Tour préliminaire
- 1993 : Tour préliminaire
- 1994 : Tour préliminaire
- 1995 : Tour préliminaire
- 1996 : Tour préliminaire
- 1997 : Tour préliminaire
- 1998 : Tour préliminaire
- 1999 : Tour préliminaire
- 2001 : Tour préliminaire
- 2005 : Forfait
- 2007 : 1er tour
- 2008 : 2d tour préliminaire
- 2010 : 1er tour
- 2012 : 2d tour préliminaire
- 2014 : 1er tour préliminaire
- 2017 : 3e tour préliminaire

## Joueurs

### Principaux joueurs
- Nigel Codrington
- Carl Cort
- Leon Cort
- Aubrey David
- Randolph Jerome
- Chris Nurse
- Charles Pollard

## Sélectionneurs
| - Geralds Nurse (1980) - Gerald Francisco (1980) - Arthur Lennox (1984) - Mervyn Wilson (1988) - Gordon Braithwaite (1991–1992) - Earl O'Neil (1996) - Joseph Wilson (2000–2002) - Neider dos Santos (2002–2004) - Jamaal Shabazz (2005–2008) | - Paul James (2009) - Wayne Dover (2009–2010) - Collie Hercules (2011) - Jamaal Shabazz (2011–2012) - Denzil Thompson (2014) - Jamaal Shabazz (2015–2016) - Wayne Dover (2017) - Michael Johnson (2018-2019) - Márcio Máximo (depuis 2019) |